# Lalas Abubakar
Pour les articles homonymes, voir Abubakar.
Lalas Abubakar, né le 25 décembre 1994 à Kumasi au Ghana, est un footballeur ghanéen. Il joue au poste de défenseur central avec le FC Dallas en MLS.

## Biographie
Il inscrit un but en Major League Soccer en 2017, puis un autre but dans ce même championnat en 2018.